# Ntah'napi
Pour plus de détails, voir Fiche technique et Distribution.
Ntah'napi est un film dramatique de Sergio Marcello et Ousmane Stéphane coproduit par Lucie Memba. Ce film camerounais, paru en 2014, remporte de nombreux prix dont le prix du meilleur film camerounais lors de la 18ème édition du festival Écrans noirs.

## Synopsis
Roukaya destinée à épouser un homme plus âgé, se fait remplacée par une amie au nom de Viviane rencontrée par hasard. Viviane se rend donc chez Nji Bouba se faisant passée pour Roukaya. plus tard, elle tombe amoureuse de Ngaju Faraz ce qui change ses plans. Plus tard, Viviane découvre que Nji Bouba est en fait son père. sa mère s'étant  enfuie du village avant sa naissance, elle  n'a pas eu la chance de le connaitre et tout ce qu’elle sait de lui c’est qu'il ’est une mauvaise personne qui n'a pas hésité à chasser sa mère et elle afin d’épouser une autre femme. Viviane décide de se venger  mais découvre  qu'elle est loin de la vérité et que son prétendu ennemi est un homme au grand cœur, victime des traditions et de sa famille.

## Fiche technique
- Titre : Ntah'napi
- Réalisation : Sergio Marcello et Ousmane Stéphane
- Scénario : Ousmane Stéphane
- Photographie : Raphael Matouke et Afoin Welter Ngong
- Production : Jean Samuel Tagni et Lucie Memba
- Pays : Cameroun

- Date : 2014
- Genre : Drame
- Langue : Français
- Durée : 1h48 min

## Distribution
- Atioua Ariane : Passema
- Anne Marie Kom : Roukaya
- Ngahne Toutou Mama : Dissou
- Lucie Memba : Nah Panji (as Lucie Memba Bos)
- Afoin Walter Ngong : Animateur
- Nathalie Njuenap Teuffo : Rihanna
- Deffo Souété : Employé
- Glory Anna Tani : Jessica
- Nji Toure : Mongue
- Marie Françoise Tagny : Zenabou
- Roger Brice Sobgo : Nji Bouba
- Cynthia Elisabeth Ngono : Viviane
- Nice Taylor Mikane : Céline
- Sergio Marcello : Ngaju Faraz
- Emmanuel Kuate : Adamou
- Dimitri Kuate Fokoua : Maalam Mefire